# General Delgado
General José María Delgado es una ciudad del Paraguay situada en el departamento de Itapúa. Está ubicada a 288 km de la ciudad de Asunción, capital del país, y a 82 km de la ciudad de Encarnación, capital del departamento. Antiguamente era conocida como «San Luis de las Misiones», para luego adoptar el nombre del quien fuera jefe militar durante La Guerra de la Triple Alianza.

## Historia
No se conoce con exactitud la fecha de fundación, pero se sabe que por decreto ley N° 10365 del 6 de agosto de 1919 se habilitaba como colonia «San Luis», hoy en día Distrito General José María Delgado; que en aquel entonces dependía de la jurisdicción de Santiago, departamento de Misiones, sin establecerse los límites correspondientes por no haberse aún mensurado y subdividido en lotes todas las tierras fiscales ubicadas en dicho paraje, hasta el 4 de octubre de 1938 perteneció al Departamento de Misiones. Figuraba en los mapas como San Luis de las Misiones.
Por Decreto N° 9.501 se lo anexa a Coronel Bogado. Finalmente por Ley N° 260 de fecha 20 de junio de 1955 se crea el Distrito de categoría C, adoptando el nombre de «General José María Delgado» haciendo honor a uno de los valerosos héroes de la Guerra del 70. Puede considerarse entonces que la fecha de fundación de esta localidad es el 6 de agosto de 1919, según los documentos con que se cuenta.
Fueron primeros pobladores y propulsores de la entonces «Colonia San Luis», los señores: Francisco Villalba (Agrimensor - Topografista), Joaquín Ibarra, Juan Ireneo Candía, Pablo Ibarra, Gumercindo Báez, Marcelo Ibarra, Vicente Benítez, Fructuoso Esteche, Modesto Ibarra, Juan Vicente López, Ciriaco Giménez (Telegrafista), Brígido Báez, Manuel Ibarra Cardozo, Silvino Báez, Fidel Setrini y otros. Según afirmaciones de los antiguos pobladores y descendientes de fundadores, los vecinos de la denominada Colonia San Luis formaron una Comisión para organizar la Ciudad y así comenzaron a desmantelar una pequeña isla que serviría de lugar para el nuevo pueblo; hoy día Distrito General José María Delgado.
Los hombres hacían el desmonte mientras que las mujeres cocinaban para los labriegos. Las primeras cocineras fueron la señora Cándida Méreles de López, Cerafina López e Idelfonza Méreles de Báez. Terminado de limpiar el lugar comenzaron a mensurar las tierras y preparar las primeras calles del lugar, trabajo que estaba a cargo del Señor Francisco Villalba.
Al concluir la mensura para el nuevo pueblo, fueron construidas las primeras instituciones como ser la comisaría, la Escuela y la Iglesia cuya construcción fue hecha primeramente de adobe
El 6 d agosto se recuerda la fecha fundacional, llevándose a cabo diversas actividades, como ser Festivales Culturales – Artísticos, fiestas bailables, y como ya es costumbre la tradicional «Fiesta Taurina», en la que acuden delegaciones de la zona e invitados. A San Luis Gonzaga lo tienen como Santo Patrono, cuya Fiesta es el 21 de junio. A partir de agosto de 1999 el distrito cuenta con una bandera que lo representa, fue creada por el Dr. Walter Méreles, y elegida a través de un concurso público.

## Geografía
El distrito de General Delgado se encuentra en la zona oeste del departamento de Itapúa. Limita al norte con General Artigas, al sur con San Cosme y Damián, al este con Coronel Bogado y al oeste con el departamento de Misiones. Las compañías del distrito son: San Isidro, Posta Cue, San Pedrito, San Antonio, Jhugua Guazu, San Blas, Santa Librada, San José, Tavaí,  Paso Laurel, San Dionisio, San Estanislado, Calle Santa Lucía, Villa del Rosario, Punta Porá, Santa Rosa, Ka’aty, San Antonio, Santa María, Santa Lucía

## Cultura
El 6 de agosto se recuerda la fecha fundacional, llevándose a cabo diversas actividades, como festivales culturales y artísticos, fiestas bailables, y como costumbre la tradicional «Fiesta Campestre» en la que acuden delegaciones de jinetes y amazonas de la zona e invitados de distintos departamentos del país, además de bandas musicales y animadores de grandes eventos. Las jineteadas, pruebas de riendas y destrezas son un espectáculo aparte de cada aniversario, realizadas todos los años. Y más aún cuando son los niños y jóvenes quienes demuestran sus habilidades como jinetes. Además en dicho evento se disfruta del «tradicional asado a la estaca», elaborado con la mejor carne vacuna de la zona. La ciudad honra a su patrono San Luis Gonzaga cada 21 de junio.

## Infraestructura
El distrito General José María Delgado cuenta con tres radioemisoras de frecuencia modulada: 89.9 Fm Radio Fiesta, 105.7 Fm Radio San Luis y 96.5 Fm Radio Mbarete. También tiene su propia Liga de Fútbol, llamada Liga General José María Delgado la cual se refundó el día 21 de enero de 2014 (la anterior Liga había sido fundada el 29/02/1988, y duro aproximadamente 7 años), en la que participan 6 clubes todas pertenecientes al distrito.
Cuenta con una Iglesia Parroquial de arquitectura moderna, donde aún se conservan trabajos de escultura jesuítica, así como varias obras de artes creados a mano por el Rvdo. Padre Germán Hengelbert Piepper (1924 – 1998), de la Congregación del Verbo Divino. A este sacerdote la comunidad le debe la construcción de los dos principales colegios secundarios funcionando en la actualidad, que son el Colegio Subv. Cristo Rey y el Colegio Subv. San Dionisio.
En el sector agrícola y ganadera, cuenta con varias ganaderías dedicadas a la producción de leche, queso & a la venta de Ganados; además también en los últimos años ha crecido bastante la producción de arroz y trigo, entre otros.